# آبان (مجموعه نمایش خانگی)
آبان یک مجموعه نمایش خانگی ایرانی به کارگردانی رضا دادویی، تهیه‌کنندگی مجید مولایی و نویسندگی امیرمحمد عبدی و پوریا کاکاوند است. شهاب حسینی، امین حیایی، لاله مرزبان، میرسعید مولویان، مینا ساداتی، بهاره کیان‌افشار و رضا اخلاقی راد از جملهٔ بازیگران این مجموعه هستند که از طریق پلتفرم شیدا به نمایش درآمده است.

## خلاصه داستان
آبان روایت یک نخبه هوش مصنوعی با نام آبان است که الگوریتمی را برای سرمایه‌گذاری و کسب سود در بازارهای مالی طراحی کرده است. آبان، اما با سرمایه‌گذار پیشینش به مشکل برخورده و حالا بایستی بدهی چند میلیاردی‌اش را به سرعت تسویه کند، در غیر این صورت به زندان خواهد افتاد.

## بازیگران
| بازیگر          | نقش            |
| --------------- | -------------- |
| شهاب حسینی      | فریبرز ثابت    |
| امین حیایی      | بابک محمودی    |
| لاله مرزبان     | آبان اسفندیاری |
| میرسعید مولویان | امیر پرتو      |
| مینا ساداتی     | هدیه پازوکی    |
| بهاره کیان‌افشار | بهار           |
| رضا اخلاقی راد  | سروش           |
| حسین محجوب      | پدر فریبرز     |
| حمید ابراهیمی   | منصور          |
| رحیم نوروزی     | همسر هدیه      |
| منوچهر زنده دل  | کامرانی        |
| مریم سعادت      | زن کهنمویی     |
| بهرام ابراهیمی  | کهنمویی        |
| بهزاد خلج       | ادهم           |
| هادی افتخارزاده |                |
| ندا مقصودی      |                |
| فرانک کلانتر    |                |
| ترنم کرمانیان   | نیکا           |
| هدی استواری     |                |
| شهاب شادابی     |                |
| علی فتحعلی      |                |
| علی ولیانی      |                |

## موسیقی
امیر توسلی موسیقی این مجموعه را ساخت.
محسن چاوشی ترانهٔ «ساعتِ دیواری» را برای تیتراژ این مجموعه خواند که در ۱۷ بهمن ۱۴۰۳ هم‌زمان با پخش قسمت جدید منتشر شد.

## پخش
پخش نخستین قسمت آبان در ۱۰ بهمن ۱۴۰۳ به‌صورت اختصاصی از پلتفرم شیدا آغاز شد. به‌دلیل استقبال خوب، قسمت‌های دوم و سوم آبان در ۱۷ بهمن همزمان پخش شدند.